# Derka
 (juin 2020).
Si vous disposez d'ouvrages ou d'articles de référence ou si vous connaissez des sites web de qualité traitant du thème abordé ici, merci de compléter l'article en donnant les références utiles à sa vérifiabilité et en les liant à la section « Notes et références ».
Derka (Kader en verlan), né le 26 mai 1982 à Paris est un rappeur et animateur franco-algérien qui a présenté le JT agité sur W9. Il a également présenté sur cette même chaîne Génération Hit machine qui retrace les plus grands succès du classement, et continue de présenter son JT en rap sur la chaine L'Énôrme TV tout en y animant d'autres émissions.

## Biographie
Né à Paris 18e, Kader a grandi à Limay dans les Yvelines.

## Carrière
Avant d'être repéré par W9, il présentait l'AJT sur YouTube et Dailymotion, une parodie du journal de France 2, faisant grand bruit sur internet. Il est alors engagé par W9 pour devenir présentateur du JT agité.
Plus de dix ans de scène derrière lui, son clip « Demain j'arrête » dénonçant le tabagisme,
obtient un grand succès sur internet en dépassant en quelques jours la barre des 200 000 vues.
Il animait le JT de Derka sur L'Énôrme TV de novembre 2012 à juin 2014.